# 種子島氏
種子島氏（日语：／ Tanegashima Shi）是日本九州地區的一個氏族。
根據種子島氏的家譜，這個氏族是鐮倉時代初期平清盛之孫平行盛的遺孤，被北條時政收為養子送入種子島。初代信基自稱是平氏。
種子島氏最為人所知的事件就是在第14代當主時堯時期的鐵炮傳入日本。

## 関連項目
- 種子島
- 島津氏
- 鉄炮記
- 慈遠寺